# Tbilisis bergbana

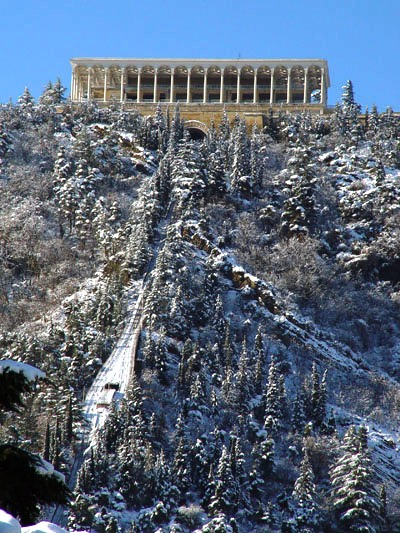
Tbilisis bergbana med toppstation

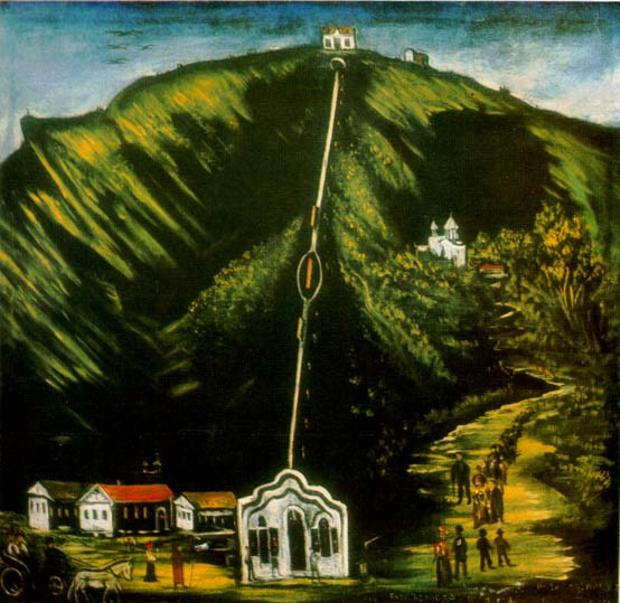
Målning av Niko Pirosmani, 1904

Bergbanan i Tbilisi (georgiska: თბილისის ფუნიკულიორი, Tbilisis Punikuliori) är en spårbunden transport i Georgiens huvudstad Tbilisi. Banan togs i drift i mars år 1905, och togs ur drift efter en olycka i juni år 2000. Driften återupptogs i december 2012. Banan leder upp till berget Mtatsminda..

## Konstruktion
Avståndet mellan basstationen vid Tsjonkadze Kutja (460 m ö.h.) och bergstationen (727 m ö.h.) är 503 meter. Fordonen kan färdas i en lutning mellan 28 och 33°. Banan har två fordon som vardera har plats för 50 passagerare. De möts vid en station halvvägs upp mot toppen. I juli år 1900 bestämde kommunstyrelsen att en bergbana skulle byggas genom ett belgiskt konsortium. Banans kostnad uppgick till 4 000 rubel. Banan byggdes mellan september år 1903 och februari 1905. Banan utformades av den franska ingenjören A. Blanch, medan konstruktionen sköttes av den polske arkitekten Aleksander Szimkewicz. Mellan åren 1936 och 1938 utfördes den första renoveringen av banan. Vid reparationen byggdes den gamla stationen om, till en trevåningsbyggnad. Den andra renoveringen av banan utfördes mellan 1968 och 1969. Denna gång byggdes den nedre stationsbyggnaden om, och banans vagnar renoverades.

## Olycka
I juli år 2000 inträffade en allvarlig olycka vid bergbanan. Ett av de rep som drar vagnarna upp mot toppen brast, och de vagnar som var i drift störtade mot basstationen. I en av vagnarna befann sig 20 japanska turister som skadades allvarligt efter olyckan. 8 av turisterna fick mindre skador, medan 11 blev allvarligt skadade och en äldre kvinna hamnade i ett mycket allvarligt tillstånd.

## Nutid

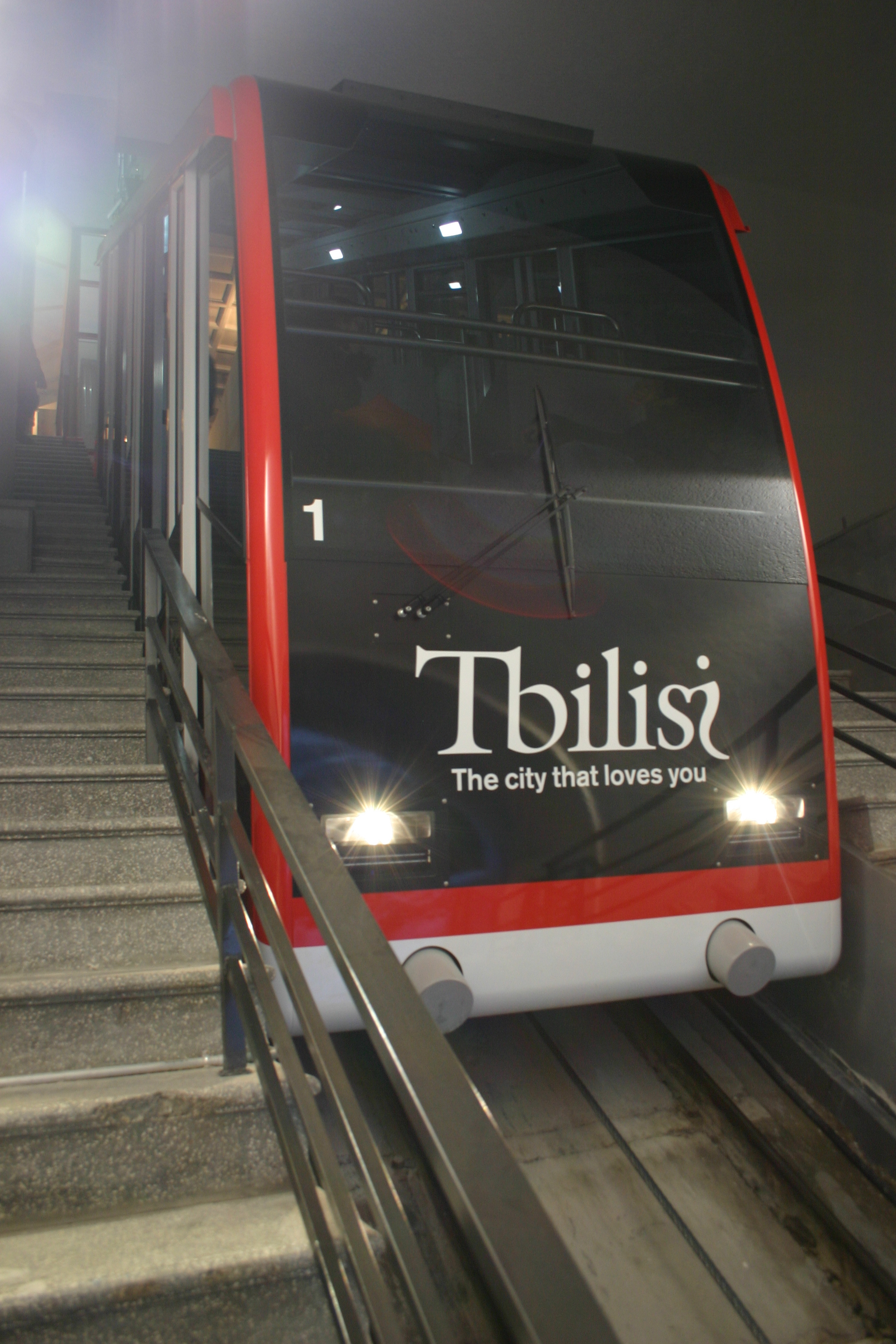
En av vagnarna i Tbilisis renoverade bergbana.

Efter olyckan år 2000 var banan ur drift i 12 år. Även panoramarestaurangen vid toppen av berget var stängd under denna period. För att kunna ta sig upp till toppen av Mtatsmindaberget byggde man i stället en gångväg.
Uppe vid Mtatsminda finns en park, Tbilisis TV-torn och en restaurang med panoramautsikt. Halvvägs upp mot toppen ligger Mtatsmindakyrkogården, en kyrkogård där betydande georgier är begravda.  

### Återöppnande
Den stängda restaurangen i anknytning till bergbanans bergstation började renoveras under tidigt 2010-tal. Ägarna av fastigheten spenderade 8-9 miljoner lari på renoneringen av byggnaden och dess kända fasad. I september 2012 återöppnade bergbanerestaurangen och några månader senare togs även bergbanan åter i bruk.

## Bildgalleri

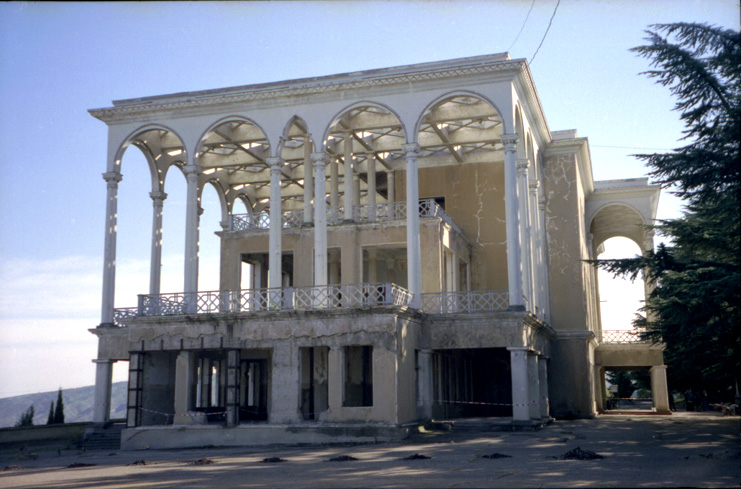
Restaurangen vid bergstationen, 2005
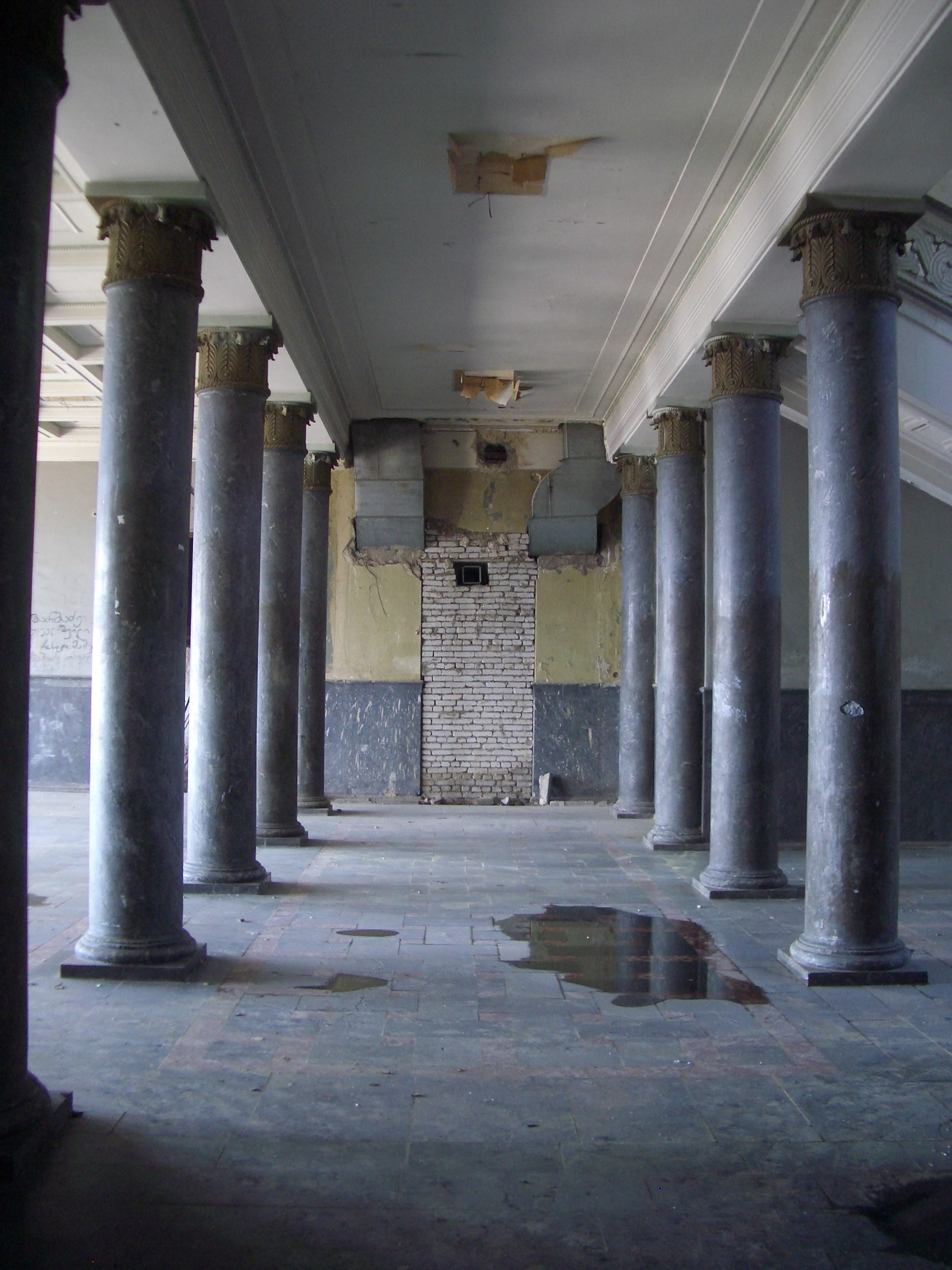
Stationsbyggnaden, 2005

### Fotnoter
1. 1 2 3  Kutsniasjvili, Mzia (10 mars 2001). ”The Tbilisi Funicular”. magtigsm.com. Arkiverad från originalet den 28 september 2007. https://web.archive.org/web/20070928150106/http://www.magtigsm.com/magazine/2001-3/2001-3-10.html. Läst 8 oktober 2010.
2. ↑  http://www.sarke.com/cgi/search/search.asp?N=1&Page=355&Search=tbilisi
3. ↑  ”Funicular of City Tbilisi”. home.ru. Arkiverad från originalet den 28 september 2007. https://web.archive.org/web/20070928125123/http://www.home.ru/funiculars/tbile.html.
4. ↑  http://www.sarke.com/cgi/search/search.asp?Page=1&Search=tbilisi+funicular&x=38&y=7